# Gyengeáram
A gyengeáram a villamos berendezéseket működtető elektromos áram egyik fajtája.
Gyengeáramú az a villamos berendezés, ahol a villamos áramot nem munkavégzésre használják.
A gyengeáramú rendszerek kategóriájába beletartozik az analóg és digitális jelátvitel technika, az analóg elektronika, a vezérléstechnika és az ún. informatikai beágyazott rendszerek.
Ezenkívül a gyengeáram határterülete az elektropneumatika, hidraulika és az elektromechanika.
Általában kisebb feszültségről működik, de előfordulhat nagyobb feszültség is, mint például UTP kábel esetében 100 volt.
A gyengeáram nem foglalkozik elektromos hálózaton történő energiatovábbítással.

## Tipikus gyengeáramú készülékek
- Az összes elektronikus számítógép
- Számítógép-hálózatok
- Behatolásjelző rendszerek
- Tűzjelző rendszerek
- Gázszivárgásjelző készülékek
- Kaputelefon rendszerek
- Beléptető rendszerek
- Stúdió technika
- Beágyazott rendszerek
- Programozható logikai vezérlő
- Vezérléstechnikai elemek
- Teljesítmény elektronikai eszközök (kapcsolóüzemű tápegységek)
- Gyengeáramú motorok(léptető motorok, szervomotorok)